# Holland (Nova York)
Holland és una concentració de població designada pel cens dels Estats Units a l'estat de Nova York. Segons el cens del 2000 tenia 1.261 habitants.

## Demografia
Segons el cens del 2000, Holland tenia 1.261 habitants, 488 habitatges, i 328 famílies. La densitat de població era de 136,8 habitants per km².
Dels 488 habitatges en un 34% hi vivien nens de menys de 18 anys, en un 54,3% hi vivien parelles casades, en un 10,2% dones solteres, i en un 32,6% no eren unitats familiars. En el 27% dels habitatges hi vivien persones soles el 13,3% de les quals corresponia a persones de 65 anys o més que vivien soles. El nombre mitjà de persones vivint en cada habitatge era de 2,58 i el nombre mitjà de persones que vivien en cada família era de 3,19.
Per edats la població es repartia de la següent manera: un 27,1% tenia menys de 18 anys, un 7,5% entre 18 i 24, un 30,1% entre 25 i 44, un 22,1% de 45 a 60 i un 13,1% 65 anys o més.
L'edat mediana era de 37 anys. Per cada 100 dones de 18 o més anys hi havia 95,5 homes.
La renda mediana per habitatge era de 39.702 $ i la renda mediana per família de 56.806 $. Els homes tenien una renda mediana de 40.250 $ mentre que les dones 25.461 $. La renda per capita de la població era de 18.721 $. Entorn del 7,5% de les famílies i el 10,2% de la població estaven per davall del llindar de pobresa.